# 巴图·哈西科夫
巴图·谢尔盖耶维奇·哈西科夫（俄语：Бату Сергеевич Хасиков，1980年6月28日—）俄罗斯职业踢拳选手、社会和政治活动家，他曾多次获得世界冠军头衔（世界踢拳总会）。2008年至2012年期间担任卡尔梅克人民大呼拉尔成员。2019年3月20日，他被俄罗斯总统普京任命为卡尔梅克共和国第3任首脑。
2020年8月5日，新冠病毒檢測呈陽性。